# Governors Bay
Governors Bay est une petite localité de la région de Canterbury, située dans l’Île du Sud de la Nouvelle-Zélande.

## Situation
Le village de Governors Bay est localisé sur la Péninsule de Banks, près du port de Lyttelton Harbour.
Il est relié à Lyttelton via la Governors Bay Road et la route du col de Dyers, en passant au-dessus de Port Hills, à Cashmere, banlieue de Christchurch, et enfin via Main Road vers le sud, au bassin de la Péninsule de Banks.

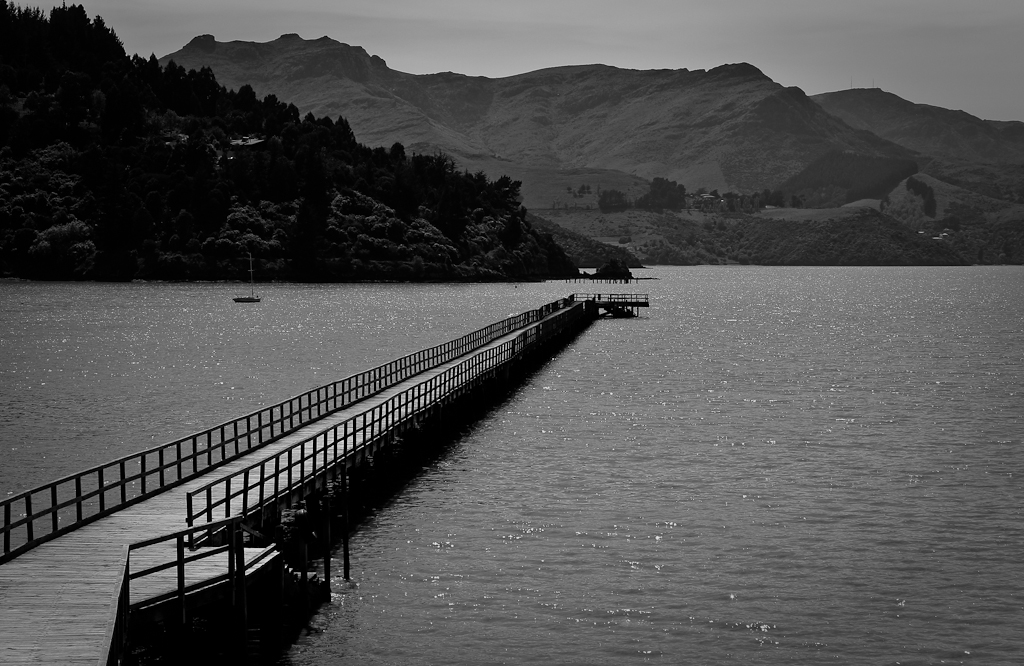
Jetée de Governors Bay.

## Installations
L’Hôtel Governors Bay, fondé en 1870, est un des plus anciens hôtels encore en activité en Nouvelle-Zélande.
Il est resté ouvert en 2010 et en 2011 malgré les tremblements de terre.

## Bâtiments du Patrimoine

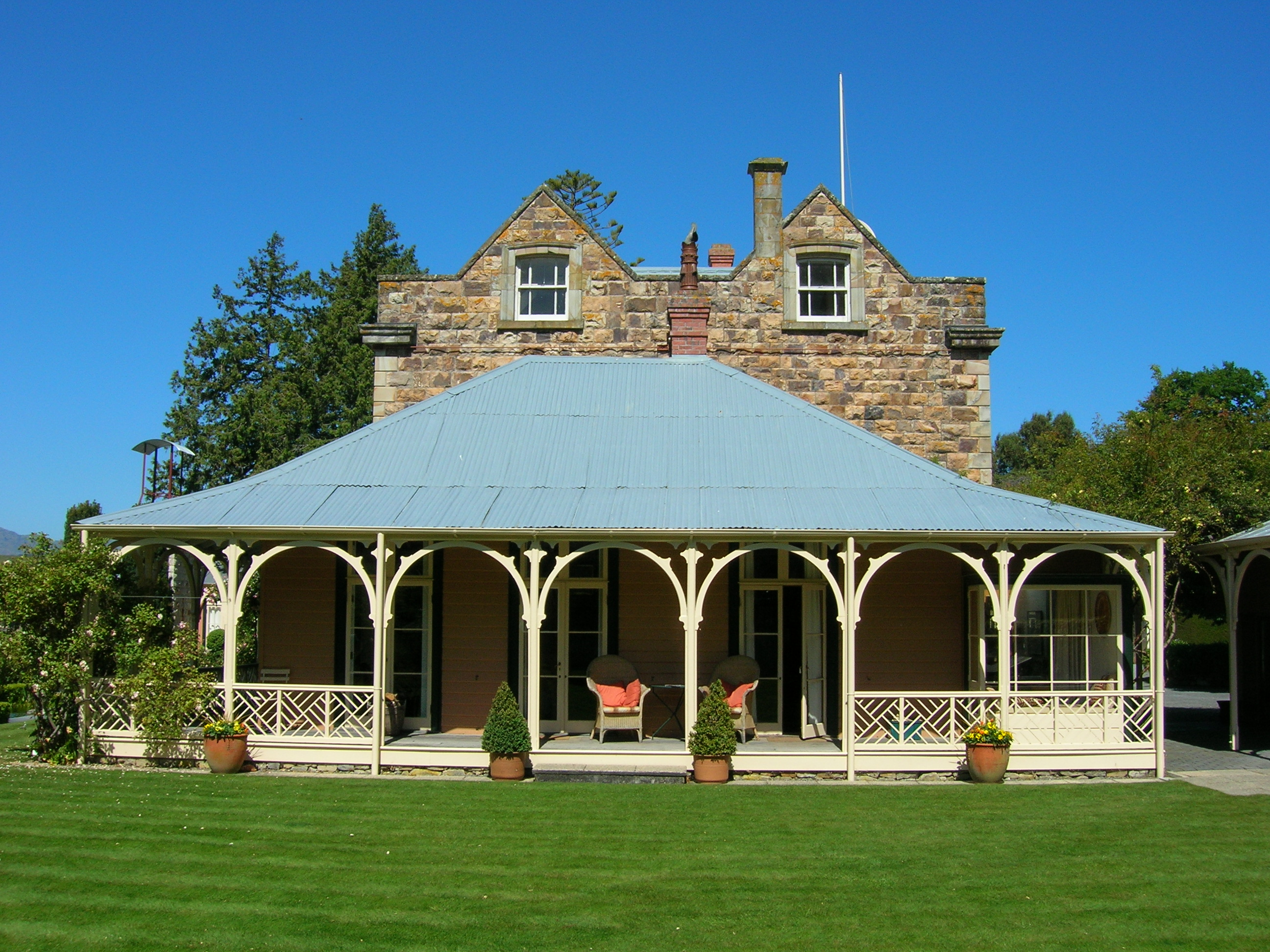
À gauche, les bâtiments de la ferme d'Ohinetahi en 2005.

- Les bâtiments de ferme historiques d’Ohinetahi dans le village du même nom, sont classés en catégorie I des bâtiments du patrimoine[3],[4], et les anciens jardins, qui y sont associés, sont considérés comme étant les plus beaux de Nouvelle-Zélande[5]. Un partenariat de trois personnes acheta la propriété en 1977[6] et l'un d’eux était l’architecte Sir Miles Warren (en), bien connu de Christchurch.
Les dommages résultant du séisme de septembre 2010 ont obligé à modifier la structure en allégeant l’étage supérieur du bâtiment[6]. Sir Miles fit don de la propriété « à la nation » au début de l’année 2013[6].
- L’église St Cuthbert située dans Governors Bay Road, construite en 1860, est aussi classée en catégorie I des bâtiments du patrimoine[7]. Elle fut très gravement endommagée lors des secousses du séisme de 2010 et son futur reste incertain[8].

## Éducation
L’école originelle de 1868 de Governors Bay était une école privée, associée au public.
L'école de Governors Bay est située dans Jetty Road et accueille les enfants du niveau 0 à 8. Elle est classée en catégorie II des structures significatives du patrimoine grâce aux rares vestiges du bâtiment de l'école datant du gouvernement provincial (en). L’école est localisée sur un terrain donné par Thomas Henry Potts,.
Pour les années du niveau 9 et au-delà, les élèves suivent les cours des High school situées dans Christchurch.
Le Cholmondeley Children´s Home (en) situé dans Cholmondeley Lane est un site d’accueil des enfants particuliers, fournissant des soins résidentiels de qualité à court terme ou dans l’urgence pour des élèves allant de 3 à 12 ans et du soutien pour leurs familles.

## Résidents notables
- Margaret Mahy (1936–2012), auteur de livres pour enfants ou jeunes adultes
- Sir Miles Warren (en) (1929-2022), architecte
- Mary Elizabeth Small, maraîchère et agricultrice, la « mère dans la vraie vie », source d'inspiration pour le roman pour enfants The Runaway Settlers écrit en 1965 par Elsie Locke[14],[15].